# Josef Jan Adam z Lichtenštejna
Josef Jan Adam z Lichtenštejna (německy Josef I. Johann Adam von Liechtenstein, 25. květen 1690, Vídeň – 17. prosinec 1732, Valtice) byl lichtenštejnským knížetem v letech 1721–1732.

## Život
Josef Jan Adam se narodil jako jediný syne knížete Antonína Floriána z Lichtenštejna a jeho manželky Eleonory Barbory, rozené z Thun-Hohenštejna.
Nějakou dobu sloužil jako voják pod svým otcem ve válkách o španělské dědictví, později sloužil pod velením vévody Johna Churchilla. Po uzavření Utrechtského míru působil jako císařský rádce ve Vídni. V roce 1721 byl jmenován rytířem řádu zlatého rouna.
Zasloužil se o přestavbu zámku ve Valticích podle projektu císařského divadelního dekoratéra Antonia Marii Beduzziho.

### Rodina a potomstvo
Kníže byl čtyřikrát ženat:
- Gabriela z Lichtenštejna (od roku 1712)
- Marie Anna z Thunu-Hohenštejna (1716)
- Marie Anna Kateřina z Oettingen-Spielbergu (od roku 1716)
- Marie Anna Kotulinská z Křížkovic (od roku 1729)

Měl dvě děti:
- Jan Nepomuk Karel z Lichtenštejna (1724-1748), ženatý s Marií Josefou z Harrachu
- Marie Terezie z Lichtenštejna (1721-1753), provdaná za Josefa Adama ze Schwarzenbergu

Josef Jan Adam zemřel na zámku ve Valticích 17. prosince 1732 mezi 10. a 11. hodinou dopoledne jako první vládnoucí kníže.